# جيري كوك
جيري كوك (بالإنجليزية: Jerry Cook)‏ هو مهندس أمريكي، ولد في 31 يوليو 1945 في رومي في الولايات المتحدة.